# Brug 767
Brug 767 is een bouwkundig kunstwerk in Amsterdam Nieuw-West.
De brug in de vorm van een duikerbrug is gelegen in de Baden Powellweg en voert over de Botteskerksingel, een ringgracht in Osdorp Midden. De brug leidt naar de kruising Baden Powellweg en Osdorper Ban een belangrijke verkeerskruising/rotonde in de wijk. De brug van 35,6 meter breedte heeft landhoofden die diep in de oevers steken. De duikeropening is aan beide zijden tien meter breed, maar de duiker is zelf slechts drie meter breed. De balustrades zijn opgevuld met klinkers van waalformaat in horizontaal en verticaal metselverband. Daarop zijn roestvast stalen leuningen geplaatst, die in eerste instantie vermoedelijk blauw waren, maar na die tijd in het neutralere groen werden gestoken. In die leuning zijn op het hoogtepunt beugels voor reddingshaken geplaatst. Het dak van de duiker is afgewerkt met beton. De brug is in 1961 ontworpen door Dirk Sterenberg werkend voor de Dienst der Publieke Werken. Het is een van de vele bruggen, die hij ontwierp voor Amsterdam. Over de duiker voeren twee voetpaden, twee fietspaden, twee groenstroken met bomen, twee rijstroken en een middenberm. De Baden Powellweg vormde in die tijd de buitengrens van de bebouwing.

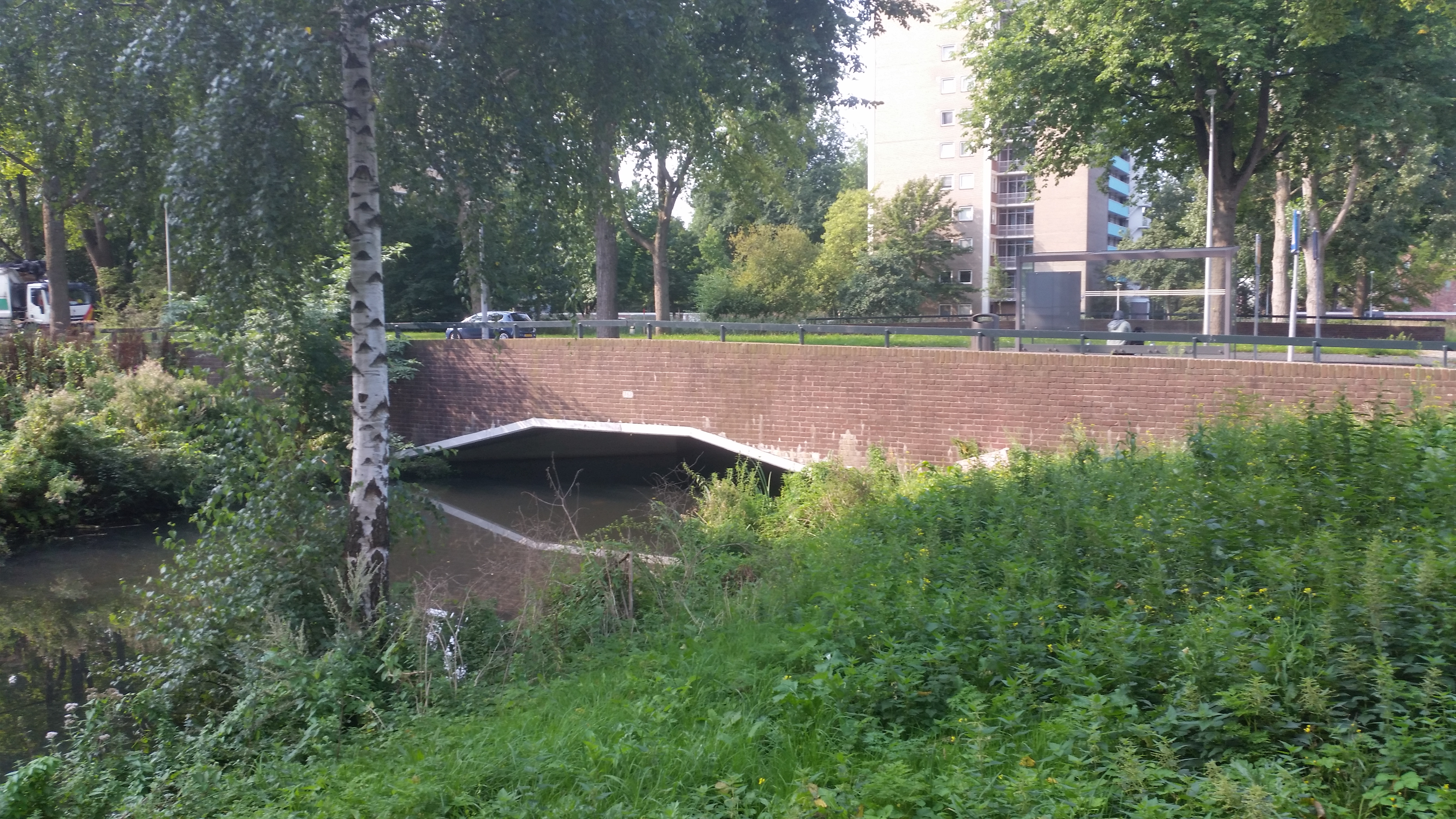
Zijaanzicht Brug 767 (september 2020)

<<< · 700 · 701 · 702 · 703 · 704 · 705 · 706 · 707 · 708 · 709 · 710 · 711 · 712 · 713 · 714 · 715 · 716 · 717 · 718 · 719 · 720 · 721 · 722 · 725 · 726 · 729 · 730-738 · 739 · 740 · 741 · 742 · 743 · 744 · 745 · 746 · 747 · 748 · 749 · 751 · 752 · 753 · 754 · 755 · 756 · 757 · 758 · 759 · 760 · 761 · 762 · 763 · 764 · 765 · 766 · 767 · 768 · 769 · 770 · 771 · 772 · 773 · 775 · 776 · 777 · 778 · 779 · 780 · 781 · 782 · 783 · 784 · 786 · 787 · 788 · 789 · 790 · 791 · 792 · 793 · 794 · 795 · 797 · >>>
Brugnummers  723, 724, 727, 728, 750, 774, 785, 796 (niet gerealiseerde brug over de Slotervaart), 798 en 799 zijn niet vergeven.